# Rapla
Rapla (niem. Rappel) – miasto w północno-zachodniej Estonii, stolica prowincji Raplamaa, liczy ok. 9,7 tys. mieszkańców (2007). W mieście znajduje się port lotniczy Rapla.
W mieście jest stacja kolejowa Rapla.

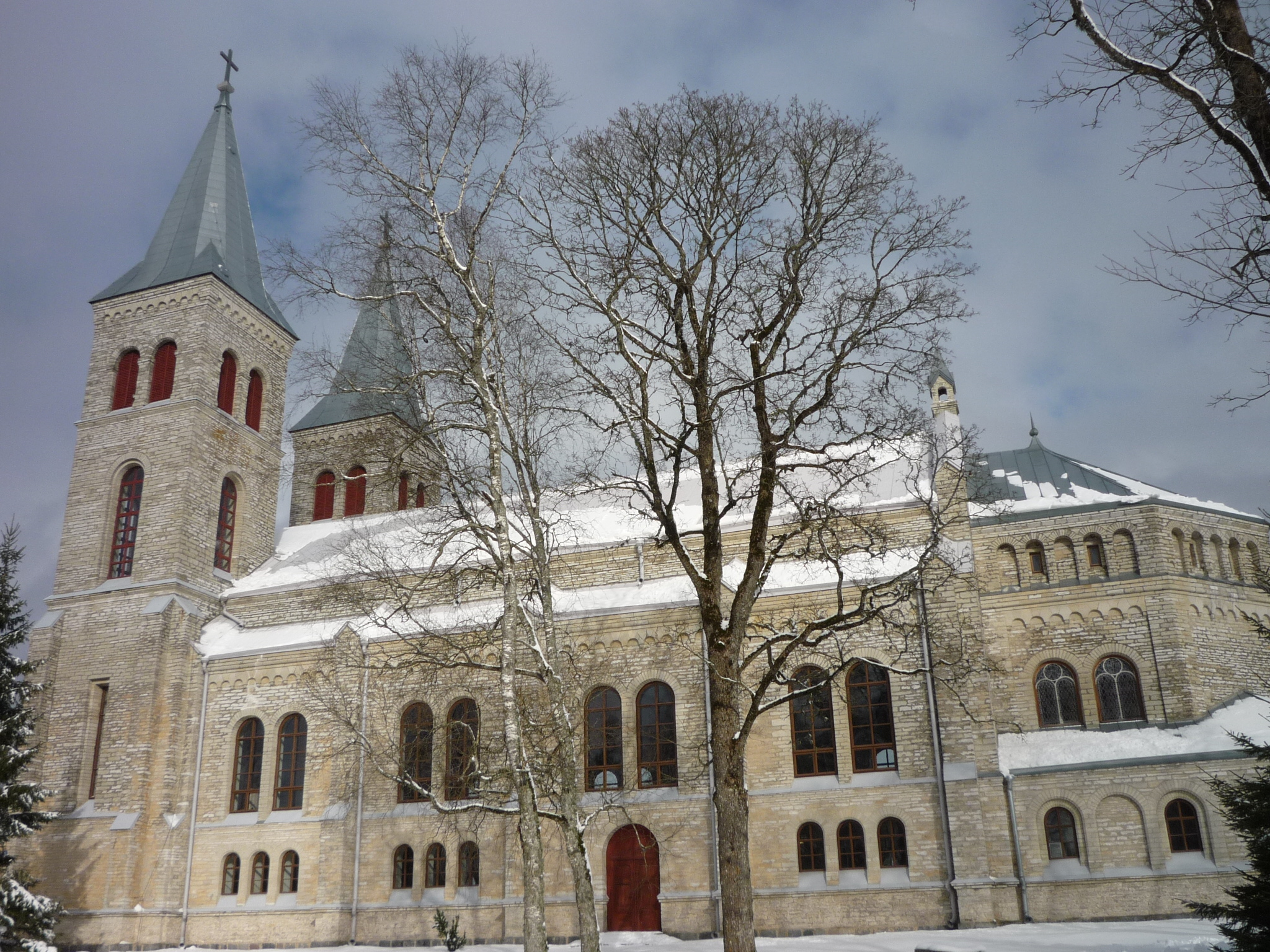
Kościół św. Magdaleny w Rapli
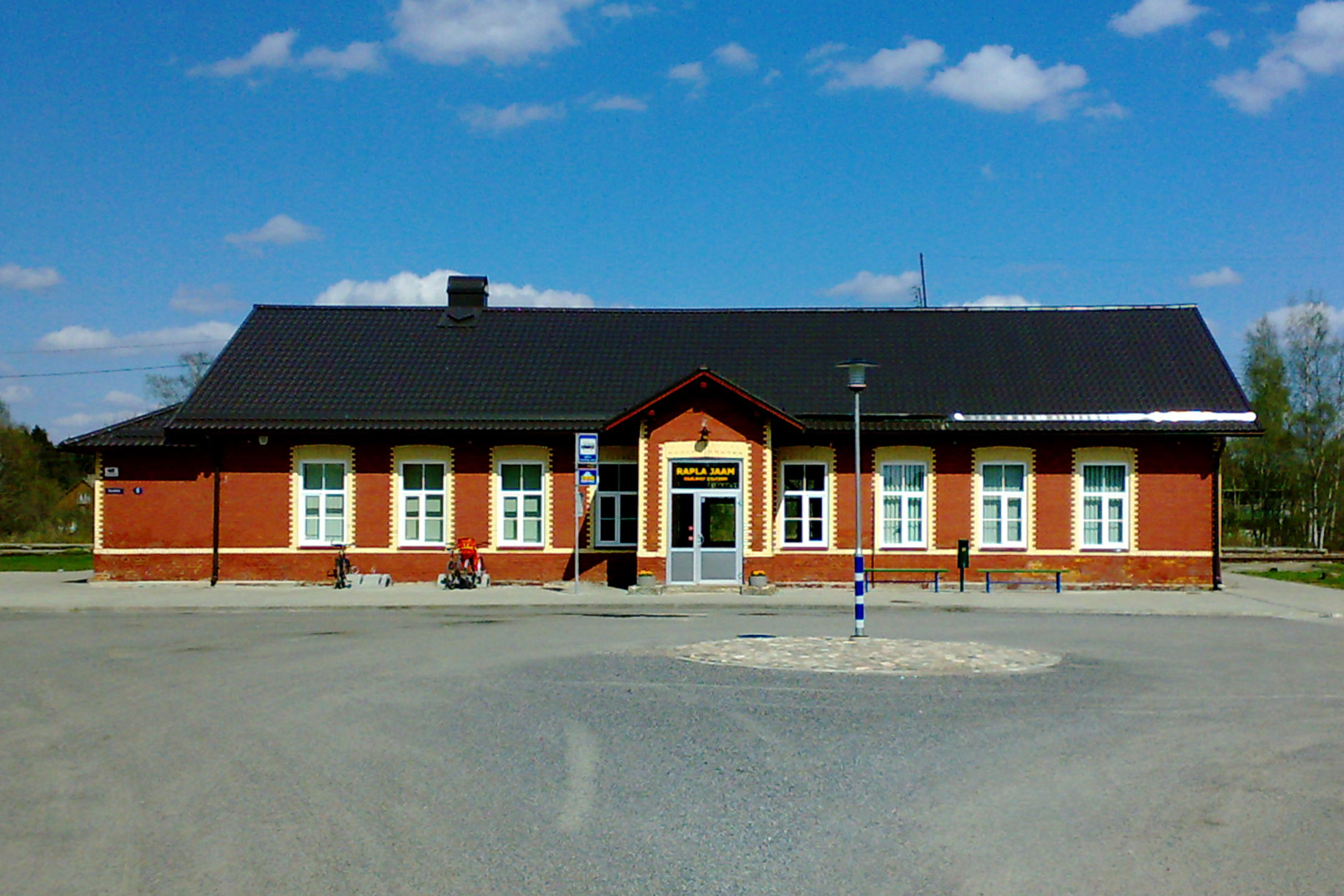
Stacja kolejowa w Rapli
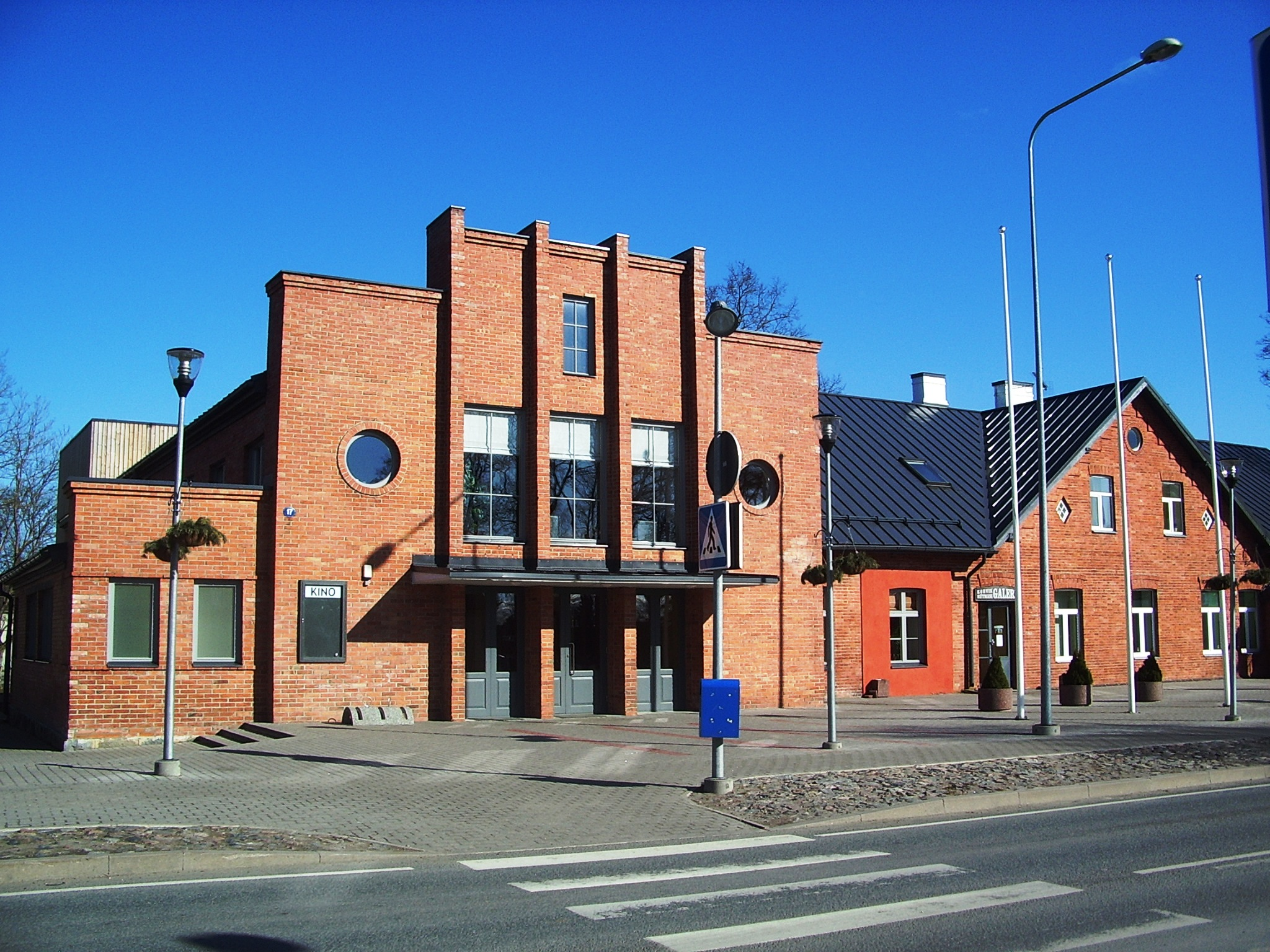
Centrum kultury w Rapli
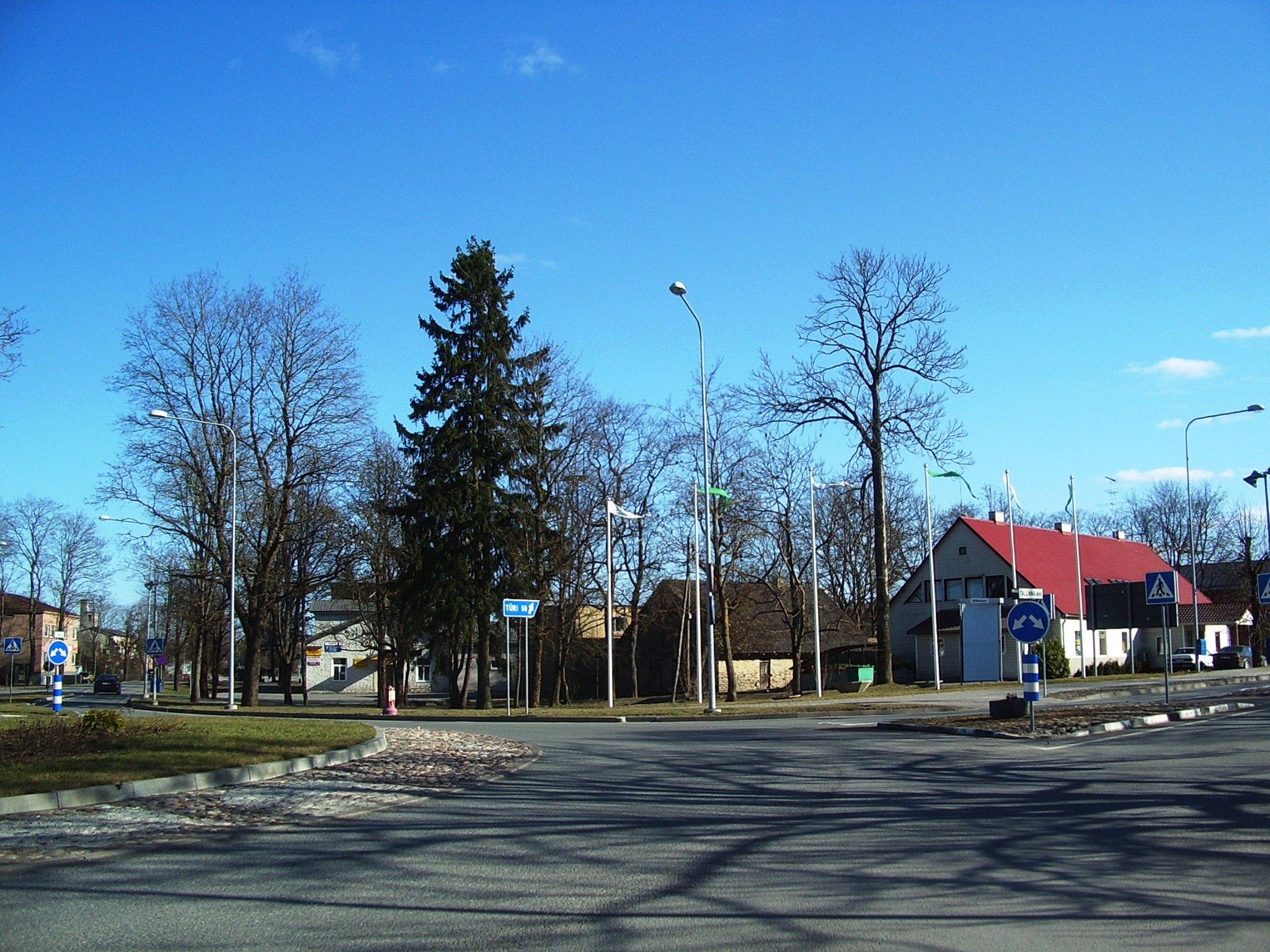
Centrum miasta
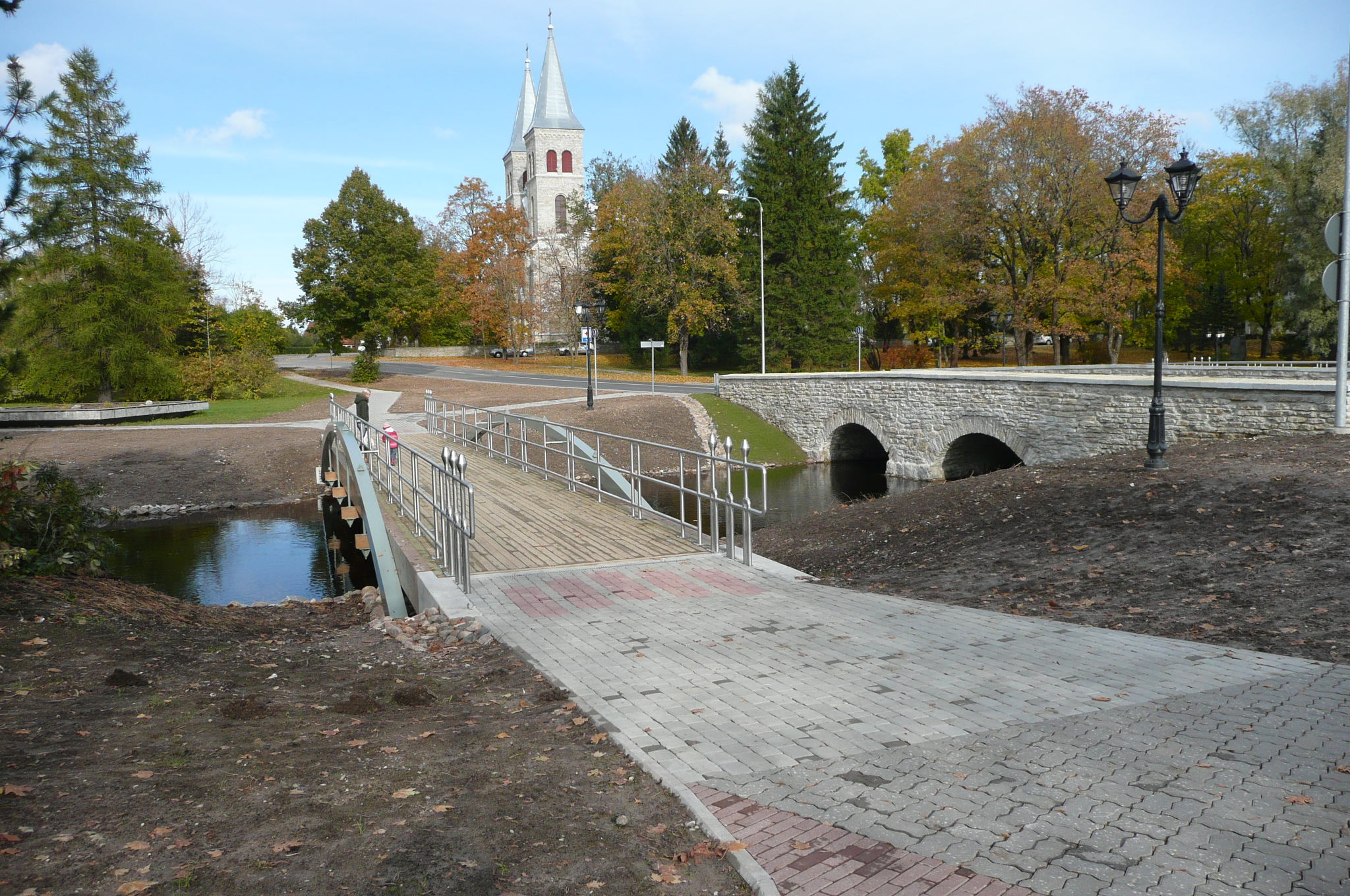
Most nad rzeką w Rapli

## Sport
- Rapla JK Atli - klub sportowy, którego sekcją jest piłka nożna.